# Georg Hänlin
Georg Hänlin (* 1556 in Bußmannshausen bei Laupheim; † 1621 in Straßburg) war ein katholischer Theologe und eine führende Persönlichkeit der Gegenreformation.
Hänlin studierte in Freiburg Theologie, wurde 1574 zum Priester geweiht und war von 1576 bis 1578 am Collegium Germanicum in Rom. 1578 wurde er Kollegiats-Dekan und Prediger in Colmar, verließ aber die Stadt, in der die Reformation immer mehr an Boden gewann, nach wenigen Jahren. 1581 promovierte er in Freiburg und wurde dort Münsterpfarrer. Noch im gleichen Jahr bekam er eine Stelle als Professor für Theologie an der Universität Freiburg. Er wirkte dort bis 1602, wurde in dieser Zeit mindestens 13-mal zum Dekan der Theologischen Fakultät gewählt und war sechsmal Rektor der Universität. 1590 nahm er auf Wunsch von Jakob III. von Baden-Hachberg am Emmendinger Religionsgespräch teil, das zum Übertritt des evangelischen Fürsten zum katholischen Glauben führte. 1591 wurde er in eine Kommission berufen, die die Breisgauer Pfarreien zu visitieren hatte. 1592 verzichtete er auf das Amt des Münsterpfarrers. 1598 wurde er Mitglied des Domkapitels von Basel, das damals in Freiburg residierte. 1609 wurde er zu dessen Dekan gewählt und behielt dieses Amt bis zu seinem Tod. Er ist im Chor des Freiburger Münsters bestattet.
Hänlin war ein gelehrter und wortgewaltiger Streiter für die katholische Seite in der Zeit der Gegenreformation. Als Dekan des Domkapitels setzte er sich für Reformen und Konzentration auf geistige Aufgaben ein. Seine wichtigsten Veröffentlichungen sind die „Parallela Confessionis Augustianae et Augustanae opposita Parallelis Joannis cuiusdam Pappi, Lutheranismi Doctoris“, Freiburg im Üechtland, eine Übersetzung des „Pugna spiritualis“ von Scupoli, die 1597 unter dem Titel „Der geistliche Kampf“ in Freiburg i. Br. erschien und das „Viridiarium Devotionis“ das 1609 ebenfalls in Freiburg i. Br. erschien.
Im Jahre 1619 errichtete er eine Stiftung für Arme und eine für Studenten der Theologie, Medizin und Jurisprudenz an der Universität Freiburg, die aus seiner Verwandtschaft bzw. aus Schwendi und verschiedenen Nachbarorten stammen. Die Stipendien, die eigentlich nach dem Willen des Stifters alle Kosten für Lebensunterhalt und Studium decken sollten, wurden 1983 stark gekürzt und auf alle Studenten der Universität und sämtliche Fächer ausgedehnt.